# Legió VI Victrix

Mapa de l'Imperi romà l'any 125, sota l'emperador romà emperador Hadrià, aquarterada a Eboracum (York, Anglaterra), a la província de Britania, des de l'any 119 fins al.

La Legió VI Victrix va ser una legió romana fundada per Octavi l'any 41 aC, possiblement amb soldats de la Legió VI Ferrata que havien lluitat amb Pompeu Magne en contra de Juli Cèsar.
La nova (o renovada) legió va tenir la primera acció a Perusa el mateix any 41 aC. Més endavant va lluitar contra Sext Pompeu que havia ocupat Sicília i impedia l'arribada de blat a Roma. L'any 31 aC va lluitar contra Marc Antoni a la batalla d'Àccium.

## Destinacions

### A Hispania
Després de l'any 30 aC va ser destinada a la Hispania Tarraconensis, i va ser una de les legions que August va utilitzar a les guerres càntabres, entre l'any 25 aC i el 13 aC.
La VI Victrix es va quedar a Hispània gairebé un segle, i es va establir al castrum de Legió (després Lleó). Va rebre el cognomen d'Hispaniensis. Els soldats i veterans d'aquesta legió i els de la Legió X Gemina van ser els primers que van poblar les ciutats de Corduba, Augusta Emèrita i Caesaraugusta. El nom de Victrix el va adquirir al segle i quan governava Neró. L'any 67 Neró va perdre popularitat i es van alçar diverses veus contra ell, especialment a l'Àfrica Luci Clodi Macre, que va organitzar la Legió I Macriana Liberatrix i Juli Víndex, propretor de la Gàl·lia Celta, que van donar suport al governador d'Hispania Tarraconensis, Servi Sulpici Galba, quan aquest general va dir que volia derrocar a Neró. Galba va ser proclamat emperador al campament de la VI Victrix. Galba va formar una nova legió la VII Gemina, amb la que va marxar cap a Roma, on Neró es va suïcidar. La VI Victrix no es va moure d'Hispània.

### A Germània
A inicis de l'any 69 Vitel·li, amb diverses legions estacionades a Germània, va marxar contra Roma, on Galba no va saber resoldre la situació i va acabar mort per la Guàrdia Pretoriana.
L'any 70 Vespasià, davant els atacs dels bataus a les fronteres del Rin, va enviar diverses legions a Germània, entre elles la VI Victrix. Va sortir vencedora en una cruel batalla a Xanten. La VI Victrix va quedar estacionada a Germània i va ajudar a reconstruir el Limes Germanicus. L'any 89, la legió es va mantenir lleial a Domicià quan el governador de la Germània Superior, Luci Antoni Saturní es va sublevar, col·laborant amb altres legions a la repressió de la revolta. L'emperador li va donar el cognomen de Pia Fidelis Domitiana. Quan Domicià va morir, el senat en va decretar la Damnatio memoriae i el cognomen es va reduir a Pia Fidelis. L'any 98 va donar suport a la designació per part de Nerva de Trajà com a emperador, i va estar-se a Germània fins a l'època d'Hadrià. L'any 121 Hadrià va anar fins a la Germània Inferior on va iniciar el limes del baix Rin. L'amic personal de l'emperador, Aulus Platori Nepot, era el governador del territori, i va dirigir les obres.

### A Britànnia
L'any següent, Hadrià va marxar cap a Britànnia, amb la VI Victrix i amb Aulus Platori, al que va nomenar governador d'aquella província. La VI Victrix, que tenia la seva base a York, va construir una secció important del Mur d'Hadrià. Més tard (entre els anys 139 i 142), algunes cohorts de la legió van participar en la construcció de la Muralla Antonina, entre Edimburg i Glasgow. L'any 208 Septimi Sever va anar a Britànnia per reconquerir la part escocesa que ha havia estat romana. La VI Victrix es va instal·lar al fort romà de Carpow, vora el riu Tay, amb la Legió II Augusta.
La legió va seguir a York durant el segle iii. Va recolzar a l'Imperi de les Gàl·lies (260-274), i també als usurpadors Carausi i Al·lecte. Quan va tornar a ser sota control romà, va dirigir la legió el príncep Constanci, més tard emperador amb el nom de Constanci I Clor. Al morir Constanci van proclamar emperador a Constantí I el Gran. A finals d'aquell segle encara era a Britànnia, d'on probablement va marxar l'any 402, cridada per Estilicó davant de l'avenç dels visigots a Itàlia.